# Robin Milton
Robin Milton (28 giugno 1966) è un pilota motociclistico britannico ritiratosi dall'attività agonistica.

## Carriera
Debutta nel motomondiale nel 1986 nella classe 125 in sella ad una MBA correndo cinque gran premi in stagione ottenendo come miglior risultato un 14º posto in Svezia, chiudendo la stagione senza punti. Lo stesso anno partecipa anche all'ultima gara della classe 80 in sella ad una Wicks, non riuscendo pero' a qualificarsi. L'anno seguente corre la stagione intera in 125 in sella sempre ad una MBA, ottenendo come miglior risultato un 9º posto al gran premio di casa grazie al quale conquista i suoi primi punti nel motomondiale che gli valgono il 22º posto in classifica. L'anno successivo corre sempre la stagione intera in 125 questa volta in sella inizialmente ad una Rotax per poi passare ad una Honda. Ottiene come miglior risultato un 6º posto in Cecoslovacchia e si classifica 26º nel mondiale con 13 punti. L'anno seguente resta sempre in 125 passando questa volta in sella ad una Honda. Al gran premio d'Australia ottiene il suo primo e unico podio nel motomondiale tagliando il traguardo 2º, e termina la stagione al 12º posto in classifica con 46 punti, la sua migliore nel motomondiale. L'anno successivo resta ancora in 125 sempre su una Honda. Ottiene come miglior risultato un 7º posto in Italia e si classifica 21º in campionato con 28 punti. Dopo la fine della stagione lascia il motomondiale.
Nel 1997 è tra i piloti a punti nel campionato Europeo classe 250.

## Risultati nel motomondiale
| 1986 | Classe | Moto |  |  |  |  |    |    |    |  |     |    |  |    |  |  |  | Punti | Pos. |
| ---- | ------ | ---- |  |  |  |  | -- | -- | -- |  | --- | -- |  | -- |  |  |  | ----- | ---- |
| 1986 | 125    | MBA  |  |  |  |  | NE | 18 | 19 |  | Rit | 14 |  | 27 |  |  |  | 0     |      |

| 1986 | Classe | Moto  |  |  |  |  |  |  |    |    |  |    |  |    |  |  |  | Punti | Pos. |
| ---- | ------ | ----- |  |  |  |  |  |  | -- | -- |  | -- |  | -- |  |  |  | ----- | ---- |
| 1986 | 80     | Wicks |  |  |  |  |  |  | NE | NE |  | NE |  | NQ |  |  |  | 0     |      |

| 1987 | Classe | Moto |    |    |    |     |    |    |     |    |   |    |    |    |    |    |    | Punti | Pos. |
| ---- | ------ | ---- | -- | -- | -- | --- | -- | -- | --- | -- | - | -- | -- | -- | -- | -- | -- | ----- | ---- |
| 1987 | 125    | MBA  | NE | 18 | 21 | Rit | 21 | NE | Rit | NQ | 9 | 15 | 16 | NQ | 21 | NE | NE | 2     | 22º  |

| 1988 | Classe | Moto          |    |    |    |    |    |    |    |    |    |    |    |    |    |   |    | Punti | Pos. |
| ---- | ------ | ------------- | -- | -- | -- | -- | -- | -- | -- | -- | -- | -- | -- | -- | -- | - | -- | ----- | ---- |
| 1988 | 125    | Rotax e Honda | NE | NE | NQ | NE | NQ | NQ | 22 | 14 | 21 | 15 | 18 | NQ | 19 | 6 | NE | 132   | 26º  |

| 1989 | Classe | Moto  |    |   |    |    |   |   |    |    |     |    |    |     |    |    |    | Punti | Pos. |
| ---- | ------ | ----- | -- | - | -- | -- | - | - | -- | -- | --- | -- | -- | --- | -- | -- | -- | ----- | ---- |
| 1989 | 125    | Honda | 12 | 2 | NE | 13 | 7 | 9 | 10 | NE | Rit | 17 | NQ | Rit | 17 | 16 | NE | 462   | 12º  |

| 1990 | Classe | Moto  |     |    |     |   |    |    |    |     |    |     |    |    |    |    |    | Punti | Pos. |
| ---- | ------ | ----- | --- | -- | --- | - | -- | -- | -- | --- | -- | --- | -- | -- | -- | -- | -- | ----- | ---- |
| 1990 | 125    | Honda | Rit | NE | Rit | 7 | NQ | 17 | 10 | Rit | 10 | Rit | 11 | 18 | 16 | NQ | 14 | 282   | 21º  |

| Legenda | 1º posto        | 2º posto            | 3º posto            | A punti      | Senza punti        | Grassetto – Pole position Corsivo – Giro più veloce |
| Legenda | Gara non valida | Non qual./Non part. | Ritirato/Non class. | Squalificato | '-' Dato non disp. | Grassetto – Pole position Corsivo – Giro più veloce |